# 飯田十基
飯田十基（いいだ じゅうき、1890年 - 1977年）は、日本の造園家、作庭家。本名は寅三郎。
昭和初期に出現した「雑木の庭」の創始者として知られる。千葉県成田市出身。

## プロフィール
千葉県立旧制成田中学校を2年生のときに中退後、東京下谷の松本幾太郎の下で、7年間修行を積む。続いて、21歳のとき、雑司が谷の岩本勝五郎に従い、椿山荘、小田原古稀庵の庭園整備で5年間、さらに独立歓迎会を催してもらった料亭の小庭をみて、日本橋の鈴木次郎吉に入門し、さらに5年間小庭を学んでから独立した。鈴木の下で修行を積む傍らで、築地の工手学校（現工学院大学）土木学科に通い、図面の書き方を取得する。
1918年、東京目白に飯田造園事務所を開設。1932年には小形研三が、井下清の紹介で入所。1934年には、事務所を渋谷区初台に移転する。1940年には、龍居松之助の紹介で星進が入所。1938年、日本造園士会発足時、理事に就任。その後一時消滅したが、1965年の再結成時に再び参画する。
1946年、造園会社東京ガーデナーを設立。主として進駐軍関連の仕事を受注していた。この会社は三越造園部の仕事を請けてから起動に乗り出し、1950年には弟子の小形に譲る。
自身の会社「東京庭苑」は1957年に設立。これも1958年に小形が社長となり、自らは顧問に就任する。その間の1949年に株式会社多摩植木の顧問もつとめている。
その他、1947年の東京造園倶楽部結成時に顧問。1970年に日本造園士会理事長。1974年は日本庭園協会理事長に就任した。1976年に日本造園修景協会顧問。
自らの庭は自然風と称し、従来の庭園作法を作庭式と呼んで区別した。その自然風は上原敬二に、百人が百人最良と認める、と言わしめた。
徒弟時代、渋沢栄一邸庭園では既存の雑木林を利用していたのに対し、山内公爵代々木邸では、そうした既存樹林を切り開いてマツやマキに植え替えて作庭していたことに疑問を抱き、雑木を積極的に活用する手法を確立していった。
雑木の庭は清家清など建築家も自分の建築作品の庭に雑木林の庭を採用していたが、特に東京オリンピック以降は、作庭に雑木を使用する者が増加していった。
事務所では大学卒の「弟子」と、細部の仕上げまでを担当する専門技能者の「職人」とを契約区別し「弟子」の担当した庭を将来自分の作品として記録してよいこと、事務所と別に個人で依頼を受けた仕事を請けてもよく、会社の職人を独自に使うことも許された。「弟子」は入社して1年は材料の勉強をすること、また独立を奨励していた。
いけばな、篭つくり、花押、茶杓、盆栽に盆景、書などをたしなみ、さらに謡曲は観世流（夫人が鼓）、茶は斉藤勝雄に師事している。
代表作に等々力渓谷内日本庭園、深谷光軌との共同作である渡辺邸庭園、シアトル・ワシントン大学日本庭園（北村信正と、1960年）、成吉邸庭園、富士邸庭園、飯田十基旧飯田邸庭園（自邸）、不二迎賓館庭園（1962年　現存せず）、野々宮写真館の庭（東京九段）、オーストラリア大使館日本庭園（キャンベラ、1961年）、成田山東京別院深川不動堂奥書院庭園（1962年）、ニューヨーク世界博覧会出展和風庭園（1964年）対鴎荘聖蹟記念館庭園(1928年)、吉田元助邸庭園(1930年)などがある。
その他川合玉堂邸庭園（新宿区牛込）、女流文人吉屋信子邸庭園（新宿区牛込）、吉田五十八邸庭園（東京馬込）、杵屋六左衛門邸庭園（静岡県熱海市）など、建築家・吉田五十八の手がけた邸宅の庭園を多くつくっている。
ドイツ大使館公邸公館他一連の造園設計で、日本造園学会賞計画設計作品部門受賞。
1966年に勲五等双光旭日章。